# Antonina Koptiajewa
Antonina Dmitriewna Koptiajewa, ros. Антони́на Дми́триевна Коптя́ева (ur. 25 października?/7 listopada 1909, zm. 12 listopada 1991 w Moskwie) – radziecka pisarka, przedstawicielka stylu socrealistycznego, laureatka Nagrody Stalinowskiej III stopnia (1950).

## Życiorys
Urodziła się 7 listopada 1909 w Jużnym na Syberii. Ukończyła Instytut Literacki im. Gorkiego. Była urzędniczką w kopalni złota w Ałdanie. W czasie II wojny światowej pracowała w szpitalu.
Debiutowała jako nowelistka w 1935. Pierwszą powieść Kołymskie złoto (ros. Колымское золото) wydała pod pseudonimem Antonina Zejte (ros. Антони́на Зейтэ). Tematyką powieści było życie poszukiwaczy złota, podobnie jak kolejnej – Fart (ros. Фарт) z 1941.
Pierwsza powojenna powieść Towarzyszka Anna (ros. Товарищ Анна) z 1946 opowiadała o losach Anny – młodej kobiety, dyrektora kopalni złota, która była dzielnym i oddanym pracownikiem, a prywatnie szczęśliwą żoną i matką. Jej życie było wypełnione pracą, walką o wykonanie planu oraz obowiązkami domowymi. W życie to wkroczyła samotna kobieta, próbując rozbić jej małżeństwo. Powieść ta w Polsce była drukowana w 56 odcinkach na łamach tygodnika „Przyjaciółka” w latach 1950–1951.
Głównym dziełem Koptiajewej była trylogia: Iwan Iwanowicz (ros. Иван Иванович, 1949), Przyjaźń 
(ros. Дружба, 1954 i Porywy (ros. Дерзание, 1958). Akcja trylogii toczy się na przestrzeni kilkudziesięciu lat: od lat 30., przez okres wojenny do czasów powojennej odbudowy. Głównym bohaterem jest zdolny neurochirurg, który w umiejętny sposób łączy życie zawodowe z rodzinnym. Za powieść Iwan Iwanowicz otrzymała Nagrodę Stalinowską III stopnia (1950).
Powieść Dar ziemi (ros. Дар земли) z 1963 poruszała problematykę mniejszości narodowych na Syberii. Nad powieścią Nad rzeką Ural (ros. На Урале-реке pracowała ponad 10 lat. W utworze tym autorka szczególnie uwypukliła działalność Włodzimierza Lenina w Orenburgu.
Zmarła w Moskwie 12 listopada 1991. Została pochowana na Cmentarzu Aksininskim w obwodzie moskiewskim.